# 베트 드와르카
베트 드와르카(Bet Dwarka) 또는 샨코다르는 인도 구자라트주 옥하시 해안에서 2km, 드와르카시에서 북쪽으로 25km 떨어진 곳에 위치한 쿠치만 입구의 사람이 사는 섬이다. 북동쪽에서 남서쪽으로, 이 섬은 길이가 8km이고 평균 폭이 2km이다. 섬의 이름인 "샨코다르"는 이 섬이 소라 껍질의 큰 원천이라는 사실에서 유래했다.

## 역사

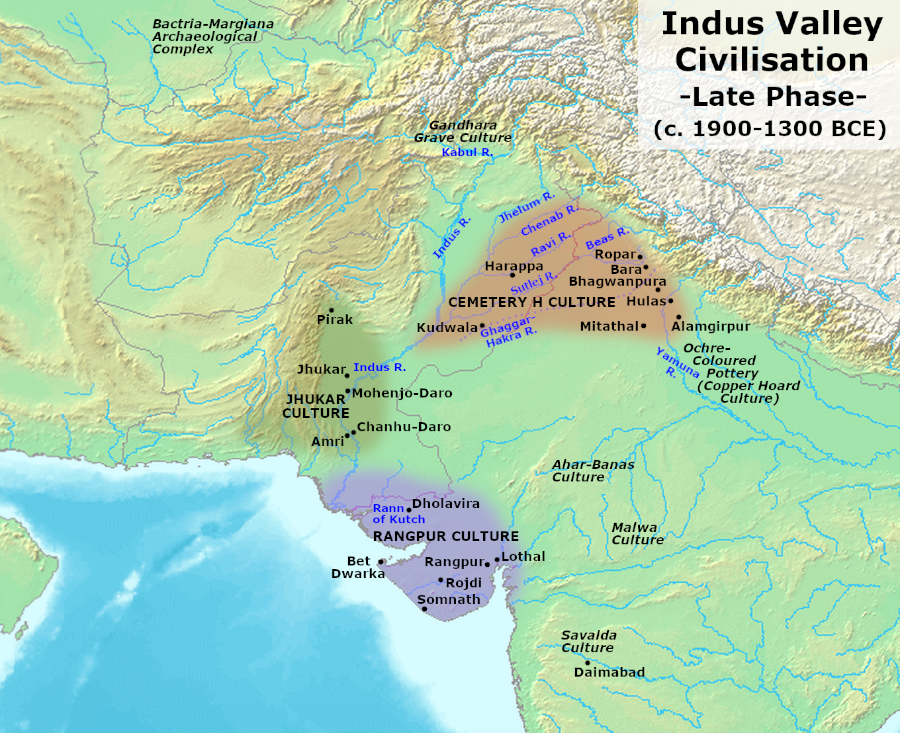
베트 드와르카는 후기 인더스 계곡 문명(기원전 1900-1300)의 다른 유적지들과 함께 표시되었다.

베트 드와르카는 고대 도시 드바라카의 일부로 간주된다. 마하바라타 및 스칸다 푸라나와 같은 인도 서사 문학에서 드와르카는 크리슈나의 거처로 간주되었다. 구자라트 학자 우마샨카르 조시는 마하바라타의 사바 파르바에 나오는 안타르비파가 베트 드와르카로 식별될 수 있다고 주장했는데, 이는 드와르카의 야다바족이 배를 타고 그곳으로 여행했다고 전해지기 때문이다.
해저 고고학적 유적은 인더스 계곡 문명의 후기 하라판 시대 또는 그 직후에 정착지가 존재했음을 시사한다. 이 정착지는 옥하만달 또는 쿠슈드위프 지역의 일부로서 마우리아 제국 시대로 확실하게 연대를 정할 수 있다. 드와르카는 드와르카의 왕 바라다스의 아들이자 마이트라카 왕조 때 발라비 시의 장관이었던 심하디티야의 구리 비문에 언급되어 있다.

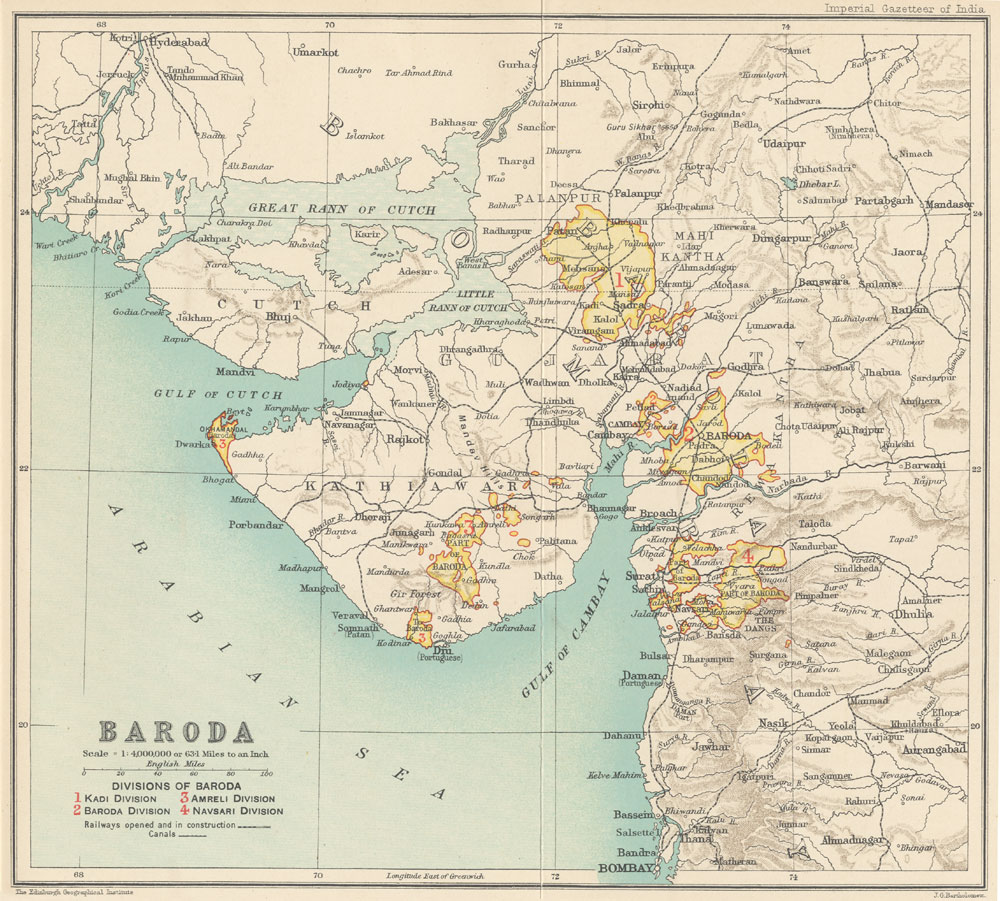
1909년 암렐리 지역 바로다국 치하의 베트 드와르카

18세기 동안, 그 섬은 오카만달 지역과 함께 바로다의 개콰드에 의해 지배되었다. 세포이 항쟁 동안, 바게르들은 이 지역을 점령했다. 1859년, 영국과의 합동 공격을 통해, 개콰드와 다른 번왕국 군대는 반란군을 몰아내고 그 지역을 탈환했다.
1947년 인도 독립 이후 이 지역은 사우라슈트라주에 통합되었다. 나중에 사우라슈트라는 국가 개편 계획에 따라 봄베이주와 합병되었다. 구자라트가 봄베이주의 분기점에서 만들어졌을 때 베트 드와르카는 구자라트의 잠나가르구 관할하에 있었다. 2013년에는 잠나가르구에서 생성된 데브부미 드와르카구의 일부가 되었다.

## 고고학
1980년대에 수행된 조사에서, 토기의 잔해와 하라판 후기의 다른 유물들이 발견되었다. 1982년에, 기원전 1500년으로 거슬러 올라가는 580 미터(1,900 피트) 길이의 보호벽이 발견되었는데, 이것은 바다 폭풍 후에 손상되고 물에 잠긴 것으로 여겨진다. 회수된 유물에는 후기 하라파 인장, 새겨진 항아리와 구리 세공인의 주형, 구리 낚시바늘이 포함된다. 발굴 중에 발견된 난파선과 석조 닻은 로마인들과의 역사적인 무역 관계를 암시한다. 섬의 사원은 18세기 말경에 지어졌다.

### 예배 장소
드와르카디쉬 사원과 슈리 케샤브라이지 사원은 섬에 있는 크리슈나의 주요 사원이다. 추가 순례 장소로는 하누만 단디, 바이슈나브 마하프라부 베타크 및 구루드와라가 있다. 아바야 마타의 작은 사원이 섬의 남서쪽에 위치하고 있다.

## 입장
베트 드와르카는 오카에서 페리 서비스로 갈 수 있다. 2016년 현재, 구자라트 주의 첫 해상 대교인 오카-베트 드와르카 시그니처 브리지가 오카와 베트 드와르카 사이에 건설 중이다. 2km (1 mi) 길이를 지닌 이 다리를 건설하는데 400 크로어의 비용이 들 것으로 추정된다.
섬은 사암으로 만들어졌으며 여러 개의 모래 해변으로 둘러싸여 있다. 동쪽에는 두니 포인트로 알려진 얇은 반도가 있다. 베트 드와르카는 생태 관광을 위해 개발된 구자라트 최초의 장소이며, 여름 동안 임시 캠프가 관광을 위해 설정된다.

## 서지
- S. R. Rao (1991). 〈Further excavations of the submerged city of Dwarka〉. 《Recent Advances in Marine Archaeology: Proceedings of the second Indian Conference on Marine Archaeology of Indian Ocean Countries, January 1990》. National Institute Of Oceanography. 51–59쪽.
- Gaur, A.S., Sundaresh, P. Gudigar, Sila Tripati, K.H. Vora and S.N. Bandodkar (2000) Recent underwater explorations at Dwarka and surroundings of Okha Mandal, Man and Environment, XXV(1): 67–74.
- Gaur, A.S. and Sundaresh (2003) Onshore Excavation at Bet Dwarka Island, in the Gulf of Kachchh, Gujarat, Man and Environment, XXVIII(1): 57–66.